# Großweitzschen

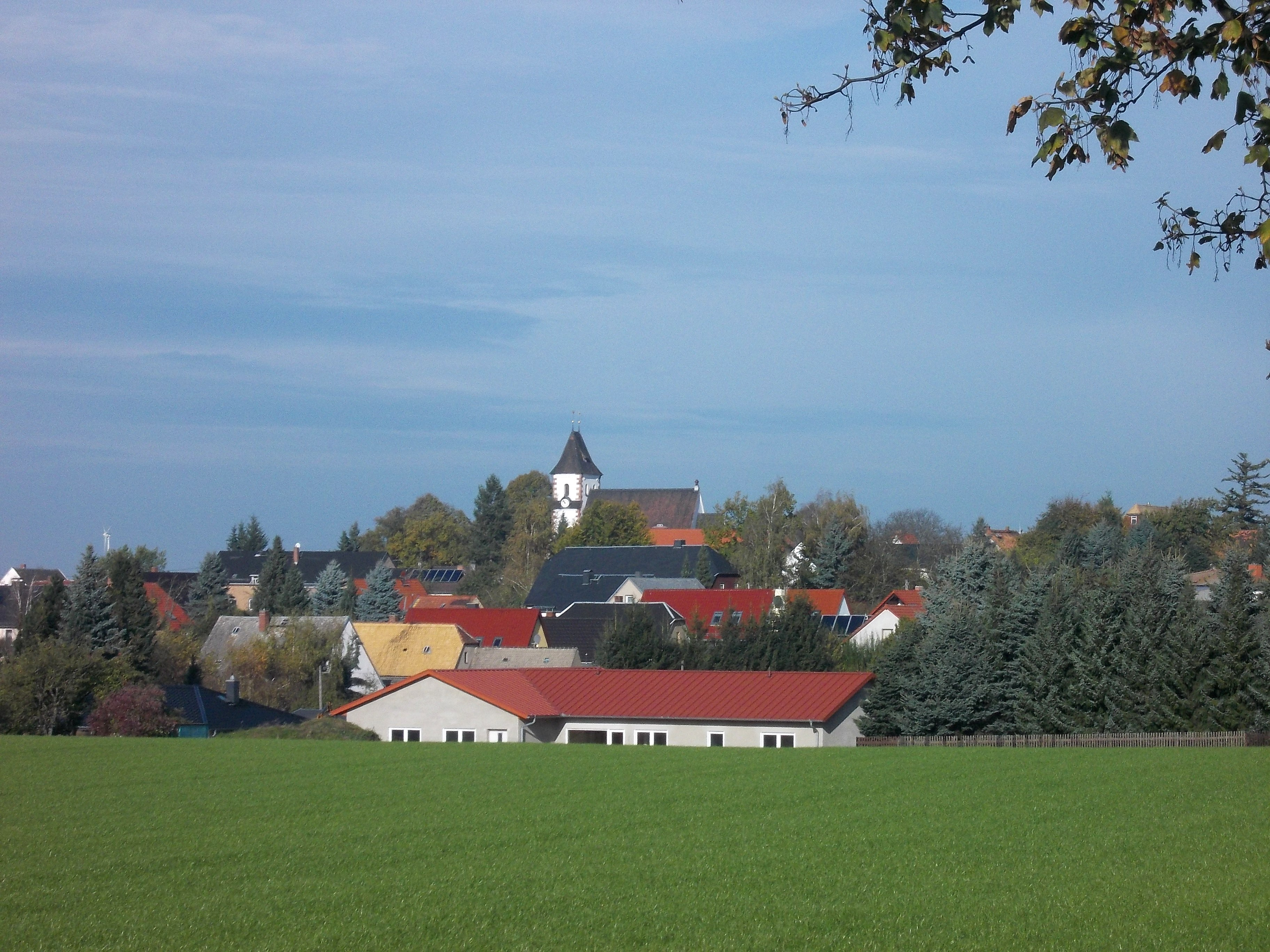
Großweitzschen von Südosten

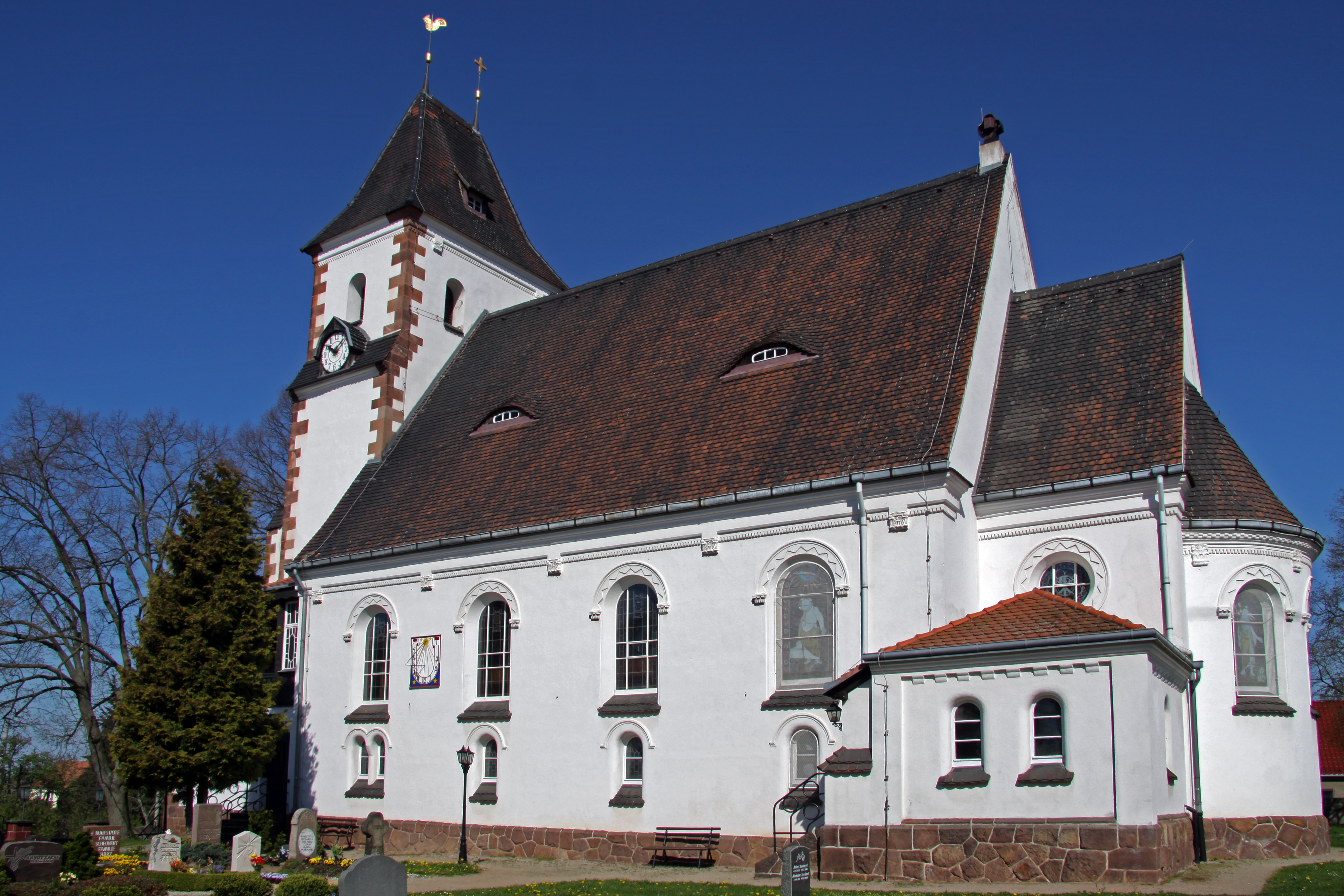
Kirche Großweitzschen

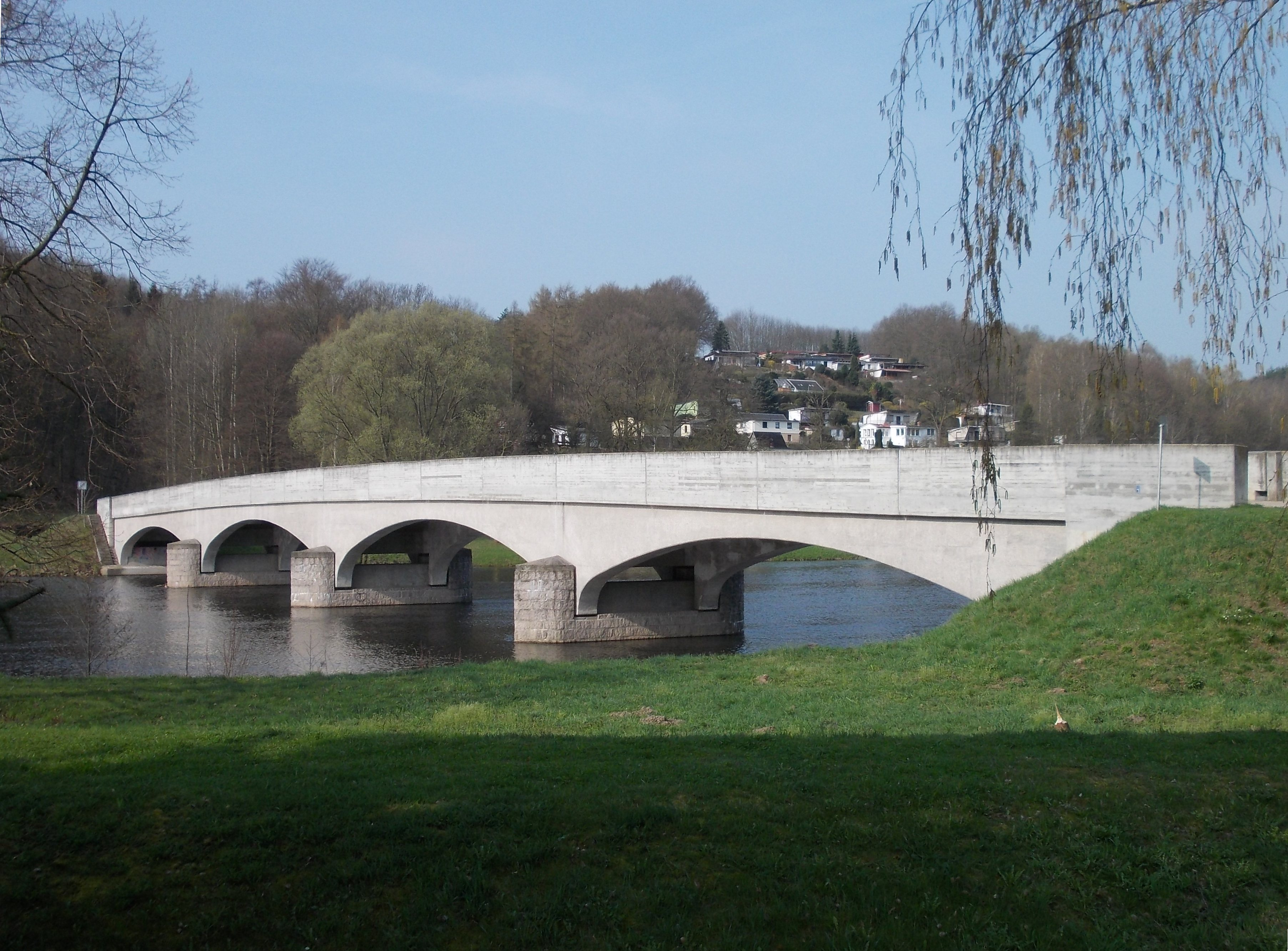
Brücke über die Freiberger Mulde in Westewitz

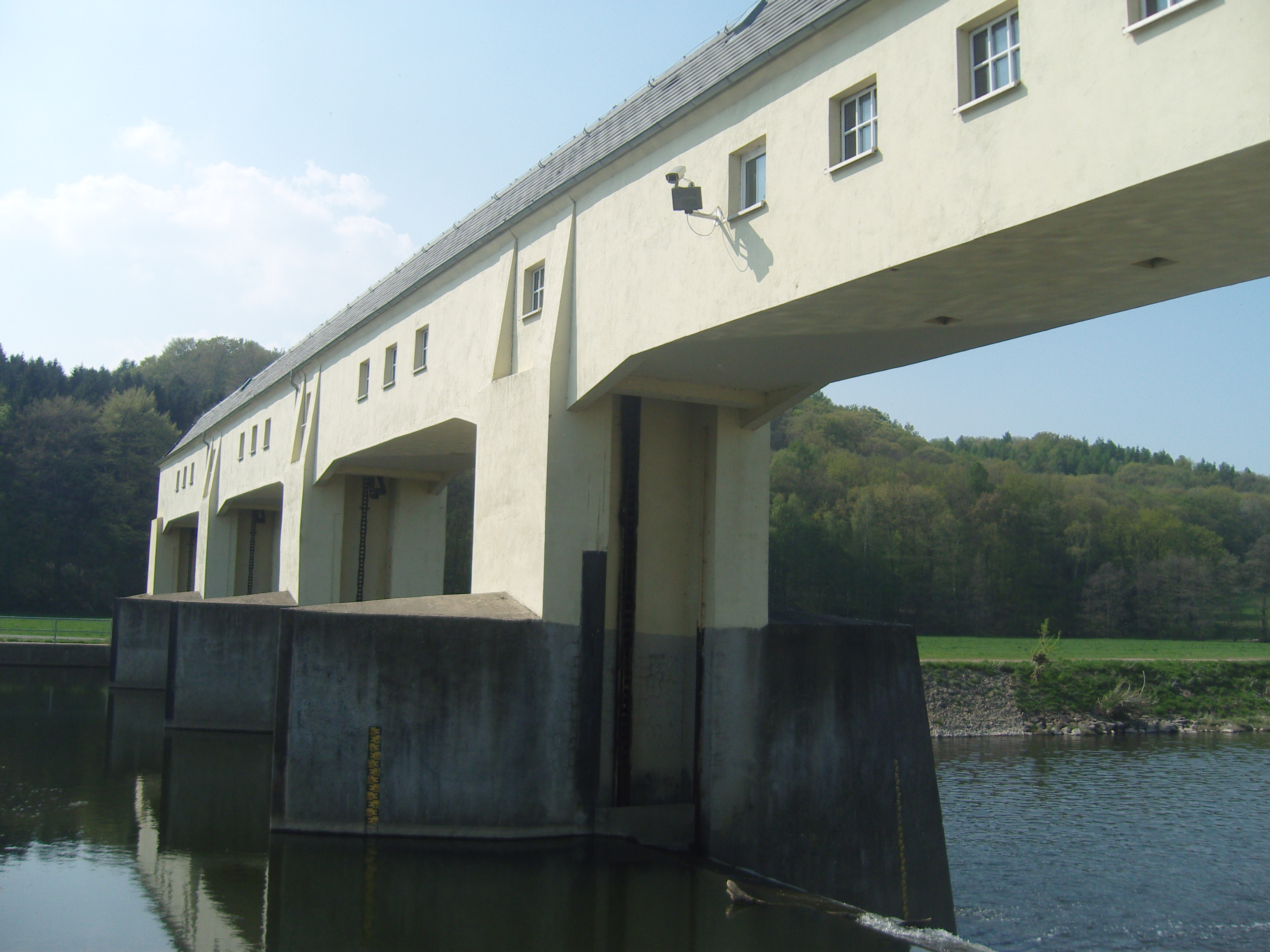
Hochwehr in Westewitz

Großweitzschen ist eine Großgemeinde im Norden des Landkreises Mittelsachsen, Freistaat Sachsen.

## Geographie
Die Gemeinde liegt ca. 5 km nordwestlich der Stadt Döbeln im  Mittelsächsischen Hügelland, oberhalb des Tales der Freiberger Mulde. Der Ortsteil Westewitz befindet sich direkt an der Freiberger Mulde.
| Leisnig | Mügeln (Landkreis Nordsachsen)              | Jahnatal |
| Leisnig | Kompassrose, die auf Nachbargemeinden zeigt | Jahnatal |
| Hartha  | Döbeln                                      | Döbeln   |

## Gemeindegliederung
Zur Gemeinde Großweitzschen gehören folgende Ortsteile:
| - Bennewitz - Döschütz - Eichardt - Gadewitz - Gallschütz - Göldnitz - Graumnitz - Großweitzschen | - Hochweitzschen - Höckendorf - Jeßnitz - Kleinweitzschen - Mockritz - Niederranschütz - Obergoseln - Redemitz | - Strocken - Strölla - Tronitz - Westewitz - Wollsdorf - Zaschwitz - Zschepplitz - Zschörnewitz |

## Geschichte
Die Großgemeinde Großweitzschen in dem ehemaligen Landkreis Döbeln entstand 1994 im Zuge der sächsischen Gemeindegebietsreform aus den bis dahin selbständigen Gemeinden Großweitzschen, Gallschütz, Mockritz und Westewitz und umfasst seither 24 Ortsteile.
Der Ortsteil Mockritz wurde 1204 erstmals urkundlich erwähnt und war Sitz eines alten Adelsgeschlechtes sowie Zentrum der Region.
1241 erfolgte die Übertragung des halben Dorfes Wiscene und des dritten Teiles des zugehörigen Waldes durch Mgf. Heinrich den Erlauchten an das Kloster Buch nach Auflassung durch die Burggrafen von Leuben. Unklar bleibt, ob es sich um Schenkung oder Kauf handelt. 1245 bestätigte Ks. Friedrich II. dem Kloster mehrere vom Reich zu Lehen gehende und durch Schenkung oder Kauf erworbene Besitzungen, nämlich von Mgf. Heinrich von Meißen u. a. das Dorf Wischene. Hier ist nicht nur vom halben Ort die Rede. 1254 gab Mgf. Heinrich der Erlauchte nochmals die Übertragung des halben Dorfes Wiscene an das Kloster bekannt, jetzt mit dem Zusatz, dass vier Hufen der Burggraf von Leuben aufgelassen hat, den Rest der Burggraf von Leisnig, dazu noch den dritten Teil des benachbarten Waldes. Mit der Übertragung des Dorfes Parvum Wizen (Kleinweitzschen) im Jahre 1264 wird klar, dass es sich bisher wirklich um Großweitzschen gehandelt hat.
1277 wurde durch Mgf. Heinrich den Erlauchten ein Streit zwischen den Bürgern von Döbeln und dem Kloster Buch beigelegt. Die Bürger hatten sich über die Schenke und die Handwerker in Großweitzschen beklagt. Zur Entscheidung des Streites hatte Mgf. Heinrich seine Getreuen Ortolf de Dewin und Rudeger de Schachowe nach Großweitzschen geschickt, um zu hören, was die Alten auf Treu und Glauben sagten. Diese sagten, dass seit alters Schenke, Handwerker, Schuster, Leineweber, Flickschneider und Brauer im Ort wohnen. Der Markgraf wies die Klage der Bürger von Döbeln ab. Abt und Konvent von Buch sollen diese Dienste frei halten dürfen, ungehindert von den Bürgern von Döbeln.
1286 verkaufte Mgf. Heinrich dem Kloster das Ober- und Niedergericht in Großweitzschen. Der Burggraf von Meißen hatte den dritten Pfennig des Gerichtes, den er durch das Burggrafenamt dort innehatte, vorher aufgelassen. Der Burggraf von Meißen hatte seine Gerichtsbefugnisse in der Umgebung durch einen Supan mit Sitz in Großweitzschen ausüben lassen, dem dort dazu 5 Hufen übertragen worden waren. Das Kloster wollte dort aber einen solchen Supan nicht haben und nicht in seinen Gerichtsrechten behindert werden. Auf Empfehlung des Burggrafen versetzte das Kloster 1291 diesen Supan nach Kiebitz, ebenfalls auf fünf Hufen, die dem Kloster gehörten.
1351 ist Johannes, plebanus in Wyczen Zeuge für das Kloster Buch. 1371 ist Heynich kreczemer von wiczen Zeuge bei einem Rechtsstreit um die Schenke in Wendishain. 1378 wird Großweitzschen im Registrum dominorum nicht genannt. Das Kloster Buch war demnach im vollständigen Besitz des Dorfes. 1382 ist heyneman, schultheize zu Wiczczan, Zeuge für Nickel von Staupitz bei einem Gütertausch.
1469 wurde Nickel Schuster aus Großweitzschen mit einer Wiese in Tautendorf belehnt.
1508 stiftete Blasius Schneider, Pfarrer in Hoeweitzschen, 200 rheinische Gulden für zwei ewige Messen im Kloster Buch. 1518 erweiterte er nochmals seine Stiftung um 100 rheinische Gulden, damit zwei silberne Bilder der heiligen Anna und Katharina hergestellt werden.
1548 nennt das Amtserbbuch von Kloster Buch zu Großweitzschen „28 besessene Mann, darunter 10 Pferdner, die sind alle dem Kloster Buch lehen- und zinsbar“ mit 23 Hufen. Das Obergericht und Erbgericht gehörten Kloster Buch.
Der Ort hatte stets seine eigene Pfarrkirche St. Martin. Dieses Patrozinium deutet auf hohes Alter und Gründung durch einen Ritter. Eingepfarrt waren Kleinweitzschen, Westewitz, Eichardt und Tautendorf (jetzt Schäferei).

### Eingemeindungen
| Ehemalige Gemeinde                       | Datum            | Anmerkung                                            |
| ---------------------------------------- | ---------------- | ---------------------------------------------------- |
| Bennewitz                                | 1. Juli 1950     | Eingemeindung nach Zaschwitz                         |
| Döschütz                                 | vor 1875         | Eingemeindung nach Gadewitz                          |
| Döschütz, Gutsbezirk                     | um 1922          | Eingemeindung nach Gadewitz                          |
| Eichardt                                 | 1. Juli 1950     | Eingemeindung nach Zaschwitz                         |
| Gadewitz                                 | 1. Januar 1974   | Eingemeindung nach Mockritz                          |
| Gallschütz                               | 1. November 1993 |                                                      |
| Göldnitz                                 | 1. Juli 1950     | Eingemeindung nach Gallschütz                        |
| Graumnitz                                | vor 1875         | Eingemeindung nach Göldnitz                          |
| Hochweitzschen, Gutsbezirk Landesanstalt | 21. März 1949    | Eingemeindung nach Großweitzschen und Westewitz      |
| Höckendorf                               | 1. Januar 1967   |                                                      |
| Jeßnitz                                  | vor 1875         | Eingemeindung nach Mockritz                          |
| Jeßnitz, Gutsbezirk                      | um 1922          | Eingemeindung nach Mockritz                          |
| Kleinweitzschen                          | 1. Oktober 1935  |                                                      |
| Mockritz                                 | 1. Januar 1994   |                                                      |
| Mockritz, Gutsbezirk                     | um 1922          | Eingemeindung nach Mockritz                          |
| Niederranschütz                          | 1. April 1921    | Eingemeindung nach Gadewitz                          |
| Niederzschörnewitz                       | vor 1875         | Eingemeindung nach Oberzschörnewitz                  |
| Obergoseln                               | 1. Juli 1936     | Zusammenschluss mit Oberzschörnewitz zu Zschörnewitz |
| Oberzschörnewitz                         | 1. Juli 1936     | Zusammenschluss mit Obergoseln zu Zschörnewitz       |
| Redemitz                                 | 1. Juli 1950     | Eingemeindung nach Gadewitz                          |
| Strocken                                 | 1. Januar 1968   | Eingemeindung nach Gallschütz                        |
| Strölla                                  | 1. April 1936    | Eingemeindung nach Zschepplitz                       |
| Tronitz                                  | 1. Januar 1960   | Eingemeindung nach Mockritz                          |
| Westewitz                                | 1. Januar 1994   |                                                      |
| Wollsdorf                                | 1. April 1938    | Eingemeindung nach Gallschütz                        |
| Zaschwitz                                | 1. Januar 1972   |                                                      |
| Zschepplitz                              | 1. Januar 1973   | Eingemeindung nach Mockritz                          |
| Zschörnewitz                             | 1. Juli 1950     | Eingemeindung nach Zschepplitz                       |

## Politik

### Gemeinderat
Seit der Gemeinderatswahl am 9. Juni 2024 verteilen sich die 13 Sitze des Gemeinderates folgendermaßen auf die einzelnen Gruppierungen:
- Freie Wähler der Gemeinde Großweitzschen (FWG): 8 Sitze
- AfD: 2 Sitze (ein Sitz bleibt mangels Kandidaten unbesetzt)
- CDU: 2 Sitze
- Linke: 1 Sitz

Zusätzlich gehört dem Gemeinderat der Bürgermeister an, der auch den Vorsitz führt.
| Gemeinderat ab 2024Insgesamt 13 Sitze - Linke: 1 - FWG: 8 - CDU: 2 - AfD: 2 Die AfD kann einen Sitz nicht besetzen. Der Gemeinderat verkleinert sich entsprechend. | Liste                                    | 2024   | 2024   | 2019   | 2019   | 2014   | 2014   |
| Gemeinderat ab 2024Insgesamt 13 Sitze - Linke: 1 - FWG: 8 - CDU: 2 - AfD: 2 Die AfD kann einen Sitz nicht besetzen. Der Gemeinderat verkleinert sich entsprechend. | Liste                                    | Sitze  | in %   | Sitze  | in %   | Sitze  | in %   |
| Gemeinderat ab 2024Insgesamt 13 Sitze - Linke: 1 - FWG: 8 - CDU: 2 - AfD: 2 Die AfD kann einen Sitz nicht besetzen. Der Gemeinderat verkleinert sich entsprechend. | Freie Wähler der Gemeinde Großweitzschen | 8      | 58,7   | 10     | 62,1   | 6      | 35,0   |
| Gemeinderat ab 2024Insgesamt 13 Sitze - Linke: 1 - FWG: 8 - CDU: 2 - AfD: 2 Die AfD kann einen Sitz nicht besetzen. Der Gemeinderat verkleinert sich entsprechend. | AfD                                      | 2      | 22,3   | –      | –      | –      | –      |
| Gemeinderat ab 2024Insgesamt 13 Sitze - Linke: 1 - FWG: 8 - CDU: 2 - AfD: 2 Die AfD kann einen Sitz nicht besetzen. Der Gemeinderat verkleinert sich entsprechend. | CDU                                      | 2      | 15,4   | 5      | 31,5   | 4      | 20,7   |
| Gemeinderat ab 2024Insgesamt 13 Sitze - Linke: 1 - FWG: 8 - CDU: 2 - AfD: 2 Die AfD kann einen Sitz nicht besetzen. Der Gemeinderat verkleinert sich entsprechend. | Linke                                    | 1      | 3,6    | 1      | 6,5    | 1      | 5,2    |
| Gemeinderat ab 2024Insgesamt 13 Sitze - Linke: 1 - FWG: 8 - CDU: 2 - AfD: 2 Die AfD kann einen Sitz nicht besetzen. Der Gemeinderat verkleinert sich entsprechend. | FWM                                      | –      | –      | –      | –      | 3      | 20,1   |
| Gemeinderat ab 2024Insgesamt 13 Sitze - Linke: 1 - FWG: 8 - CDU: 2 - AfD: 2 Die AfD kann einen Sitz nicht besetzen. Der Gemeinderat verkleinert sich entsprechend. | NoWW                                     | –      | –      | –      | –      | 2      | 12,2   |
| Gemeinderat ab 2024Insgesamt 13 Sitze - Linke: 1 - FWG: 8 - CDU: 2 - AfD: 2 Die AfD kann einen Sitz nicht besetzen. Der Gemeinderat verkleinert sich entsprechend. | NPD                                      | –      | –      | –      | –      | 0      | 2,8    |
| Gemeinderat ab 2024Insgesamt 13 Sitze - Linke: 1 - FWG: 8 - CDU: 2 - AfD: 2 Die AfD kann einen Sitz nicht besetzen. Der Gemeinderat verkleinert sich entsprechend. | SPD                                      | –      | –      | –      | –      | 0      | 2,5    |
| Gemeinderat ab 2024Insgesamt 13 Sitze - Linke: 1 - FWG: 8 - CDU: 2 - AfD: 2 Die AfD kann einen Sitz nicht besetzen. Der Gemeinderat verkleinert sich entsprechend. | FDP                                      | –      | –      | –      | –      | 0      | 1,5    |
| Gemeinderat ab 2024Insgesamt 13 Sitze - Linke: 1 - FWG: 8 - CDU: 2 - AfD: 2 Die AfD kann einen Sitz nicht besetzen. Der Gemeinderat verkleinert sich entsprechend. | Wahlbeteiligung                          | 70,8 % | 70,8 % | 66,2 % | 66,2 % | 54,7 % | 54,7 % |

### Bürgermeister
Seit 1990 war Frank Noack (parteilos) der Bürgermeister. Nach seinem Tod wurde im August 2011 Ulrich Fleischer (parteilos) zum Bürgermeister gewählt. Seit dem 1. September 2018 ist Jörg Burkert (parteilos) der neue Bürgermeister. Er wurde 2025 wiedergewählt.
| Wahl | Bürgermeister    | Vorschlag | Wahlergebnis (in %) |
| ---- | ---------------- | --------- | ------------------- |
| 2025 | Jörg Burkert     | FWG       | 55,4                |
| 2018 | Jörg Burkert     | FWG       | 71,3                |
| 2011 | Ulrich Fleischer | FWG       | 68,5                |
| 2008 | Frank Noack      | Noack     | 59,3                |
| 2001 | Frank Noack      | Noack     | 90,9                |
| 1994 | Frank Noack      | Noack     | 52,3                |

## Kultur und Sehenswürdigkeiten
- siehe auch: Liste der Kulturdenkmale in Großweitzschen

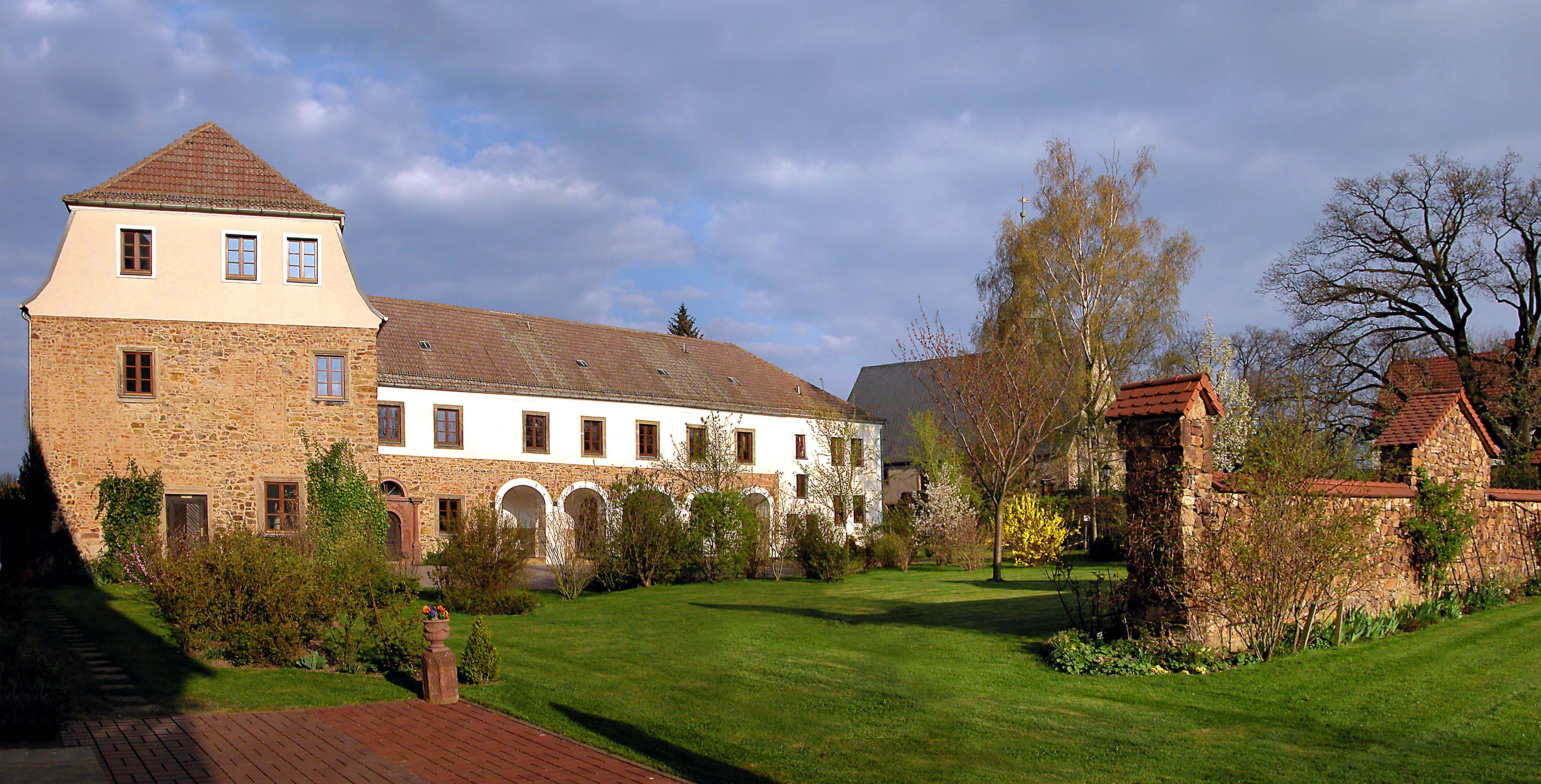
Schloss Mockritz, links das ehemalige Kornhaus

- Großweitzschen: Martinskirche (Turm noch aus gotischer Zeit, Kirchenschiff Neubau von 1908)
- Mockritz: Ortskern, Schloss und Kornhaus
- Herrenhaus Döschütz[30]
- Muldental in der Umgebung von Westewitz
- der Staupenberg, bekannt durch die noch vorhandenen Reste einer frühmittelalterlichen Wallanlage.

## Wirtschaft und Infrastruktur

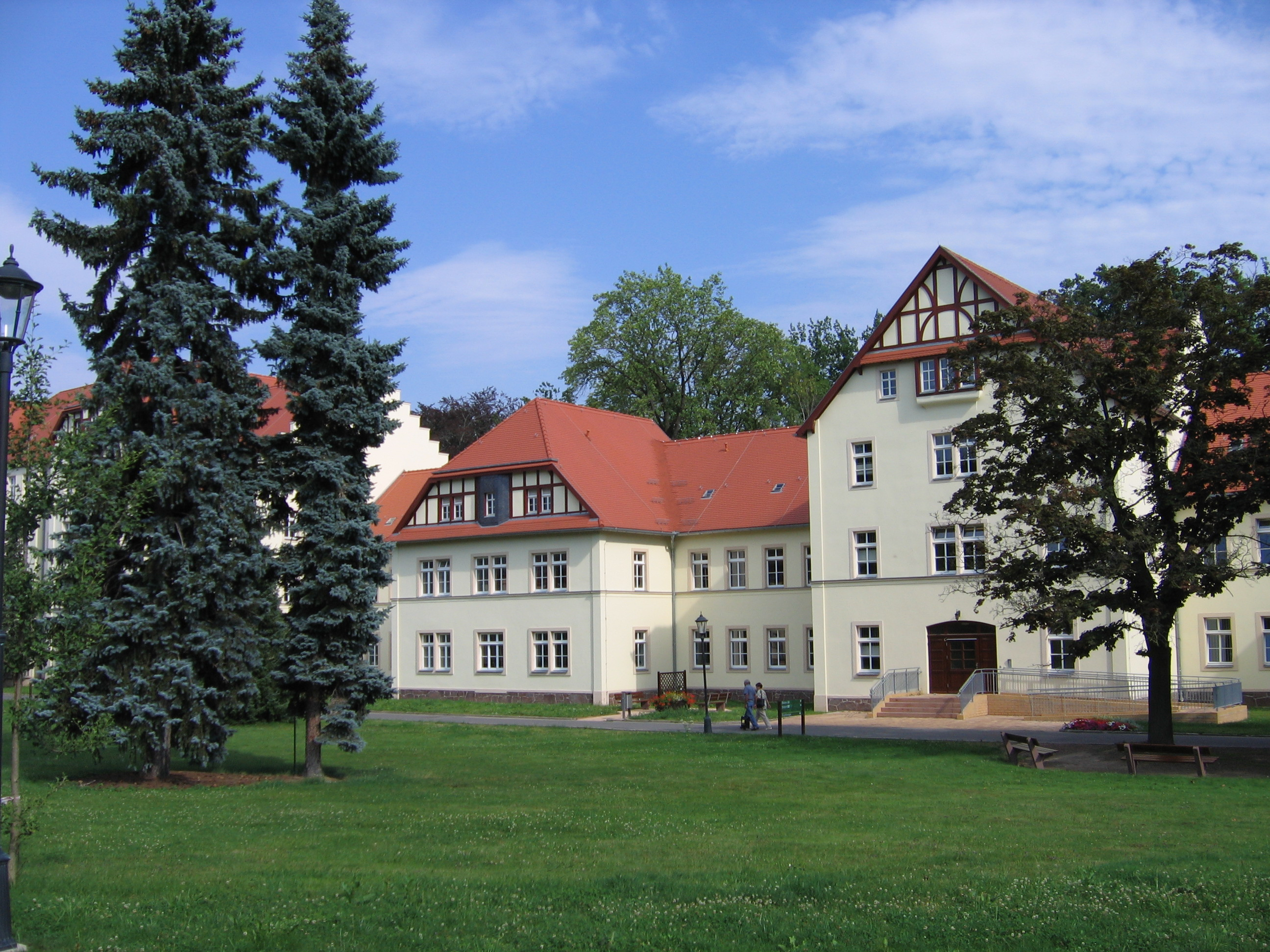
Fachkrankenhaus Bethanien Hochweitzschen

An der Anschlussstelle Döbeln-Nord der Bundesautobahn (BAB) 14 befindet sich ein Gewerbegebiet.
Im Ortsteil Hochweitzschen besteht seit 1874 eine psychiatrische Klinik.
Im Ortsteil Westewitz findet sich an der Freiberger Mulde ein Hochwehr.

## Verkehr

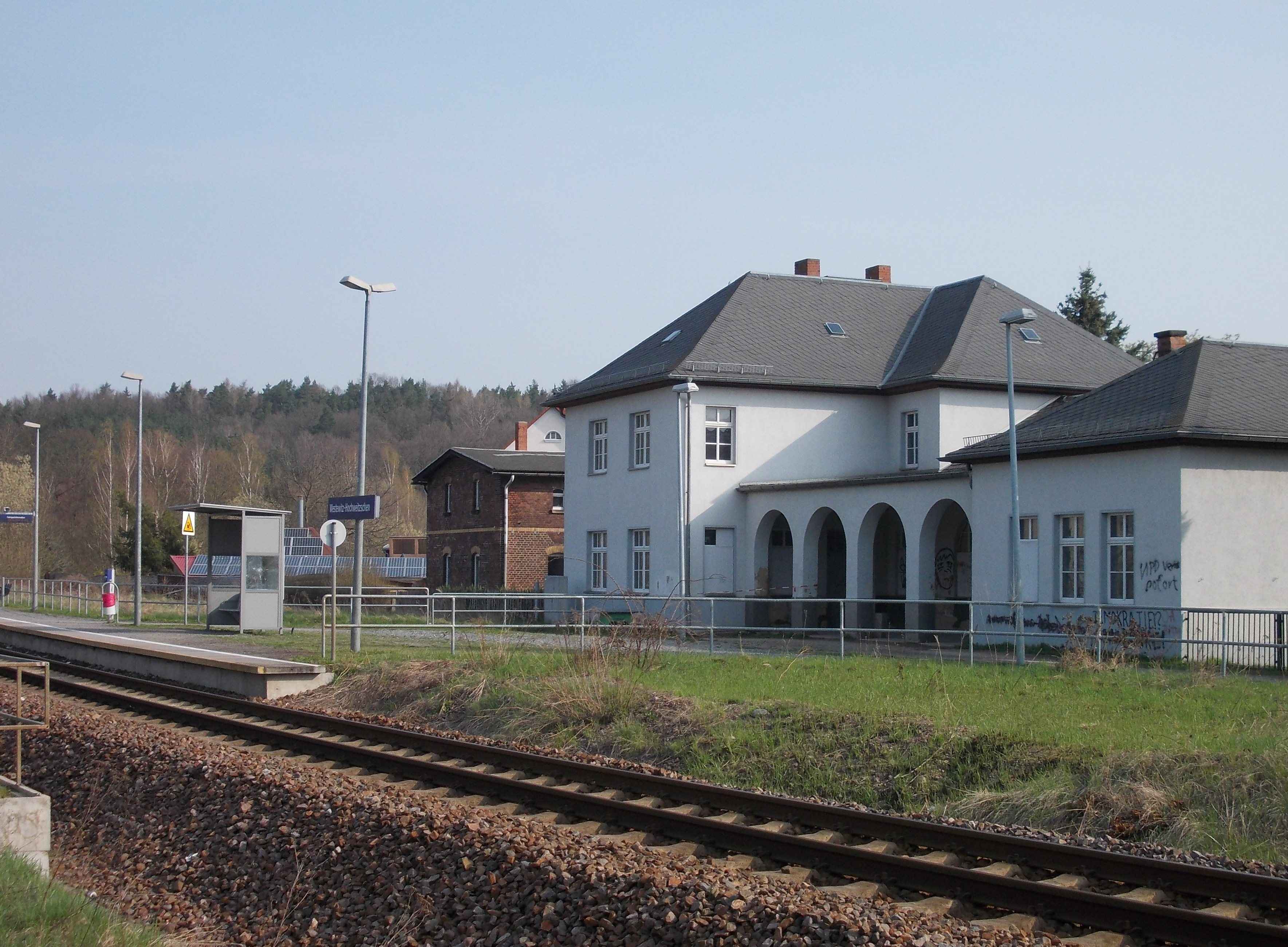
Bahnhof Westewitz-Hochweitzschen

Die Gemeinde ist über die BAB 14 zu erreichen – die Anschlussstelle Döbeln-Nord (im Südosten), auf dem Gemeindegebiet, und die Anschlussstelle Leisnig (im Nordwesten). Durch den Ortsteil Gadewitz (im Osten) führt die Bundesstraße 169. Großweitzschen liegt unmittelbar an der Staatsstraße 34 zwischen Döbeln (im Südosten) und Naundorf bei Leisnig (im Westen).
Eine Brücke im Ortsteil Westewitz führt über die Freiberger Mulde. Die nächsten Muldebrücken befinden sich, flussaufwärts, in Technitz sowie, flussabwärts, in Klosterbuch.
Durch den Ortsteil Westewitz führt die Eisenbahnstrecke (Leipzig–)Borsdorf–Döbeln–Coswig(–Dresden) mit dem Haltepunkt Westewitz-Hochweitzschen. Im Stundentakt verkehren Regionalbahnen der Mitteldeutschen Regiobahn nach Leipzig Hauptbahnhof und Döbeln Hauptbahnhof.

## Persönlichkeiten
- Hanna Klose-Greger (1892–1973), in Hochweitzschen geborene Malerin, Grafikerin und Schriftstellerin
- Rainer Kirsch (1934–2015), Schriftsteller und Lyriker, wuchs in Westewitz auf
- Wolfgang Kirsch (1938–2010), Altphilologe , geborgen in Westewitz
- Andreas Claus, DDR-Politiker (DBD) und MdV